# Svatava (odrůda jablek)
Svatava (Malus domestica 'Svatava') je ovocný strom, kultivar druhu jabloň domácí z čeledi růžovitých. Plody jsou řazeny mezi odrůdy zimních jablek, sklízí se v říjnU, dozrává v prosinci, skladovatelné jsou do dubna. Odrůda je považována za rezistentní vůči některým chorobám, odrůdu lze pěstovat bez chemické ochrany. Plod lze zhodnotit jako průměrně kvalitní.

## Historie

### Původ
Byla vyšlechtěna v ČR, v Ústavu experimentální botaniky AVČR, Střížovice. Odrůda vznikla zkřížením odrůdy 'Golden Delicious' s hybridem který je nositelem rezistence vůči chorobám.

## Vlastnosti

### Růst
Růst odrůdy je střední. Koruna je spíše rozložitý, později převisající. Plodí na krátkých plodných větévkách.

## Plodnost
Plodí brzy, bohatě a pravidelně.

## Plod
Plod je kulovitý, střední. Slupka hladká, žluté až oranžové zbarvení je překryté červeným žíháním. Dužnina je nažloutlá s navinulou chutí.

## Choroby a škůdci
Odrůda je rezistentní proti strupovitosti jabloní a vysoce odolná k padlí.

## Použití
Je vhodná ke skladování a přímému konzumu. Odrůdu lze použít do teplejších a chráněných stanovišť středních poloh. Je doporučováno pěstování odrůdy ve tvaru vřetenovitého zákrsku.